# Saudades da Terra
Saudades da Terra és una obra escrita pel pare Gaspar Frutuoso. És una obra de referència per al coneixement de la Macaronèsia de finals del segle xvi.
El manuscrit, escrit entre 1586 i 1590, dividit en sis volums, és fruit de les observacions de l'autor, i constitueix una descripció detallada dels arxipèlags de les Açores, Madeira i Canàries, a més de múltiples referències a Cap Verd i a altres regions atlàntiques.

## Anàlisi
Saudades da Terra conté el repositori d'informacions més important sobre la geografia, història, vida, usos i costums, genealogia, toponímia, fauna i flora dels arxipèlags atlàntics durant els inicis del segle xvii, la qual cosa presenta el seu autor com un personatge humanista típic del Renaixement: enciclopèdic, literat, artista i músic, observador dels fenòmens naturals, preocupat per les experimentacions alquímiques i que especula amb encert els dominis de la geologia, de la biologia, de la mineralogia i de la petrografia.
L'obra és el resultat no només de la disponibilitat de la informació i la documentació, sinó també de la importància de cada illa i arxipèlag, ordenada de la següent manera:
- Llibre I: Cap Verd i Canàries
- Llibre II: Madeira
- Llibre III: Açores: Santa Maria
- Llibre IV: Açores: São Miguel
- Llibre V: Poema de caràcter ficcional, on la "Veritat" narra a la "Fama", dos personatges típicament renaixentistes, en estil pastoral, la història de dos amics forçats a viure lluny de casa. En aquest llibre, alguns biògrafs de Frutuoso vislumbren una aparent autobiografia de l'autor i del seu company d'estudis, el metge de São Miguel Gaspar Gonçalves.
- Llibre VI: Açores: Terceira, Faial, Pico, Flores, Graciosa i São Jorge.

L'obra es complementa amb un últim volum, titulat Saudades do Céu, una dissertació filosòfico-teològica sobre la crisi açoriana a l'època de la crisi successòria portuguesa de 1580.
Gaspar Frutuoso aparentment pretenia publicar la seva obra, ja que el manuscrit conté múltiples esmenes del seu puny. Per raons que es desconeixen, però que potser estiguin lligades a l'ocupació castellana durant la Dinastia Filipina, no va arribar a publicar-la, i la va deixar, juntament amb la seva biblioteca, al Col·legi dels Jesuïtes de Ponta Delgada, on es va conservar fins al 1760, data de l'expulsió de la Companyia de Jesús de Portugal. El manuscrit va passar a mans de particulars, fins que es va trobar a la dècada del 1920, en el context de les commemoracions del Centenari del Naixement de Gaspar Frutuoso (1922), en possessió de la família Praia e Monforte, que va impedir l'accés a l'obra, i fent així impossible la seva publicació integral. Més tard, el manuscrit fou donat a la Junta Geral de Ponta Delgada i incorporat al fons de la Biblioteca Pública e Arquivo de Ponta Delgada, on es troba actualment.
La primera part de l'obra que va veure la llum havia estat el Llibre II, l'any 1873, amb 30 notes d'Álvaro Rodrigues de Azevedo i una síntesi històrica per al Dicionário Universal de Português Ilustrado de Francisco Fernandes Costa. A continuació es va publicar, l'any 1876, el Llibre IV, per iniciativa de Francisco Maria Supico i José Pedro de Jesus Cardoso. En la dècada de 1920, com que fou impossible la publicació integral de l'obra, es va procedir a la publicació de dos volums relatius a les illes de São Miguel i de Santa Maria, de les quals es disposaven de còpies completes. L'edició del Llibre III, sobre Santa Maria, va quedar a càrrec de Manuel Monteiro Velho Arruda. Aquest mateix erudit s'encarregaria, posteriorment, de l'edició del Llibre I de l'obra, basada en una còpia del manuscrit també existent a la Biblioteca Pública e Arquivo de Ponta Delgada.
Existeixen diverses edicions parcel·làries de Saudades da Terra, amb edicions integrals, sota la responsabilitat de l'Instituto Cultural de Ponta Delgada, a partir de 1966.